# Бофор, Карел-Годен де
Ка́рел-Го́ден де Бофо́р (нидерл. Carel Godin de Beaufort; 10 апреля 1934, Маарсберген — 2 августа 1964, Кёльн) — нидерландский граф и автогонщик, выступавший в Формуле-1 с 1957 по 1964 годы.

## Карьера

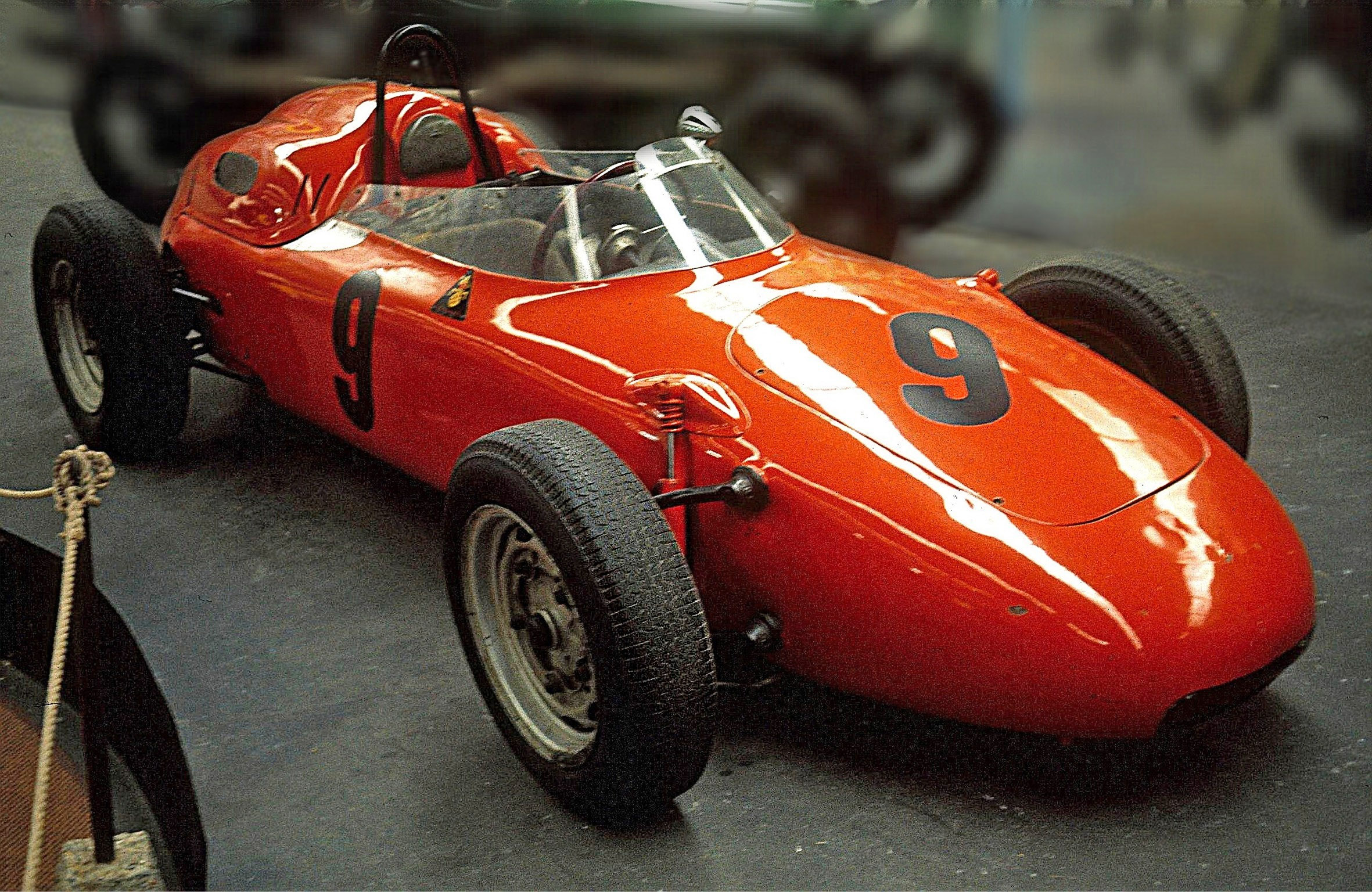
Porsche 718 Карела-Годена де Бофора.

Карьера Карела-Годена де Бофора началась в 1956 году с Porsche. В 1957 году де Бофор принял участие в Гран-при Германии. До 1960 года Карел принимал участие в отдельных стартах. А в 1961 году началась серия полных сезонов. Де Бофор приобрёл Porsche 718 Rob Walker. В сезонах 1961 — 1963 Карел набрал 4 очка и добился значительных успехов во внезачётных гонках: второе место на Гран-при Сиракуз и Рима, третье — на Гран-при Австрии (в 1963).

## Смерть
Карел-Годен де Бофор умер от травм, полученных в аварии, произошедшей на трассе Нюрбургринг во время практики Гран-при Германии 1964 года. Машина вылетела с трассы в пользующемся дурной славой повороте «Шахта» (нем. Bergwerk). Пилота выбросило из машины, он получил многочисленные травмы головы, груди и ног. Де Бофор был незамедлительно доставлен в местную больницу, но позже переведен в главный неврологический госпиталь в Кёльне. Скончался пилот на следующий день после аварии.

## Выступления в Формуле-1
| Легенда к таблице |                                                                    |
| --- | ------------------------------------------------------------------ |
| В таблице перечислены результаты всех Гран-при Формулы-1, в которых принимал участие гонщик. Строками таблицы являются сезоны, столбцами — этапы чемпионата мира. В каждой клетке указаны сокращённое название этапа и результат, дополнительно обозначенный цветом. Расшифровка обозначений и цветов представлена в нижеследующей таблице. |                                                                    |
| \| Пример \| Описание \| \| ------------ \| ------------------------------------------------------------------ \| \| 1 \| Победитель \| \| 2 \| Второе место \| \| 3 \| Третье место \| \| 5 \| Финишировал, заработав очки \| \| Сход \| Не финишировал, но при этом заработал очки \| \| 12 \| Финишировал, не получив очков \| \| НКЛ \| Финишировал, но не попал в финальную классификацию \| \| 15 \| Участвовал вне зачёта, либо по отдельной классификации \| \| 18 \| Не финишировал, но попал в финальную классификацию \| \| Сход \| Не финишировал \| \| НКВ \| Не прошёл квалификацию \| \| НПКВ \| Не прошёл предквалификацию \| \| ДСК \| Дисквалифицирован \| \| ИСК \| Исключён из протокола соревнований \| \| ТТ \| Заявлен для участия только в тренировках \| \| НС \| Участвовал в квалификации, но не стартовал в гонке \| \| Т \| Травмирован или болен \| \| ОТК \| Отказ от участия \| \| НТР \| Прибыл на соревнования, но на трассу не выезжал \| \| НПР \| Был заявлен в числе участников, но не прибыл к началу соревнований \| \| О \| Соревнования отменены \| \| \| Не участвовал \| \| Поул-позиция \| \| \| Быстрый круг \| \| |                                                                    |
| Пример | Описание                                                           |
| 1 | Победитель                                                         |
| 2 | Второе место                                                       |
| 3 | Третье место                                                       |
| 5 | Финишировал, заработав очки                                        |
| Сход | Не финишировал, но при этом заработал очки                         |
| 12 | Финишировал, не получив очков                                      |
| НКЛ | Финишировал, но не попал в финальную классификацию                 |
| 15 | Участвовал вне зачёта, либо по отдельной классификации             |
| 18 | Не финишировал, но попал в финальную классификацию                 |
| Сход | Не финишировал                                                     |
| НКВ | Не прошёл квалификацию                                             |
| НПКВ | Не прошёл предквалификацию                                         |
| ДСК | Дисквалифицирован                                                  |
| ИСК | Исключён из протокола соревнований                                 |
| ТТ | Заявлен для участия только в тренировках                           |
| НС | Участвовал в квалификации, но не стартовал в гонке                 |
| Т | Травмирован или болен                                              |
| ОТК | Отказ от участия                                                   |
| НТР | Прибыл на соревнования, но на трассу не выезжал                    |
| НПР | Был заявлен в числе участников, но не прибыл к началу соревнований |
| О | Соревнования отменены                                              |
| | Не участвовал                                                      |
| Поул-позиция |                                                                    |
| Быстрый круг |                                                                    |

| Сезон | Команда            | Шасси           | Двигатель                  | Ш | 1     | 2        | 3      | 4        | 5      | 6        | 7       | 8        | 9      | 10     | 11  | Место | Очки |
| ----- | ------------------ | --------------- | -------------------------- | - | ----- | -------- | ------ | -------- | ------ | -------- | ------- | -------- | ------ | ------ | --- | ----- | ---- |
| 1957  | Écurie Maarsbergen | Porsche 550 RS  | Porsche 547/3 1,5 B4       | D | АРГ   | МОН      | 500    | ФРА      | ВЕЛ    | ГЕР 14   | ПЕС     | ИТА      |        |        |     | —     | 0    |
| 1958  | Écurie Maarsbergen | Porsche 718 RSK | Porsche 547/3 1,5 B4       | D | АРГ   | МОН      | НИД 11 | 500      | БЕЛ    | ФРА      | ВЕЛ     |          |        |        |     | —     | 0    |
| 1958  | Écurie Maarsbergen | Porsche 550 RS  | Porsche 547/3 1,5 B4       | D |       |          |        |          |        |          |         | ГЕР Сход | ПОР    | ИТА    | МАР | —     | 0    |
| 1959  | Écurie Maarsbergen | Porsche 718 RSK | Porsche 547/3 1,5 B4       | D | МОН   | 500      | НИД 10 |          |        |          |         |          |        |        |     | —     | 0    |
| 1959  | Scuderia Ugolini   | Maserati 250F   | Maserati 250F 2,5 L6       | D |       |          |        | ФРА 9    | ВЕЛ    | ГЕР      | ПОР     | ИТА      | США    |        |     | —     | 0    |
| 1960  | Écurie Maarsbergen | Cooper T51      | Coventry-Climax FPF 1,5 L4 | D | АРГ   | МОН      | 500    | НИД 8    | БЕЛ    | ФРА      | ВЕЛ     | ПОР      | ИТА    | США    |     | —     | 0    |
| 1961  | Écurie Maarsbergen | Porsche 718 RSK | Porsche 547/3 1,5 B4       | D | МОН   | НИД 14   | БЕЛ 11 | ФРА Сход | ВЕЛ 16 | ГЕР 14   | ИТА 7   | США      |        |        |     | —     | 0    |
| 1962  | Écurie Maarsbergen | Porsche 718     | Porsche 547/3 1,5 B4       | D | НИД 6 | МОН НКВ  | БЕЛ 7  | ФРА 6    | ВЕЛ 14 | ГЕР 13   | ИТА 10  | США Сход | ЮАР 11 |        |     | 17    | 2    |
| 1963  | Écurie Maarsbergen | Porsche 718     | Porsche 547/3 1,5 B4       | D | МОН   | БЕЛ 6    | НИД 9  | ФРА      | ВЕЛ 10 | ГЕР Сход | ИТА НКВ | США 6    | МЕК 10 | ЮАР 10 |     | 14    | 2    |
| 1964  | Écurie Maarsbergen | Porsche 718     | Porsche 547/3 1,5 B4       | D | МОН   | НИД Сход | БЕЛ    | ФРА      | ВЕЛ    | ГЕР НС†  | АВТ     | ИТА      | США    | МЕК    |     | —     | 0    |